# Tottori

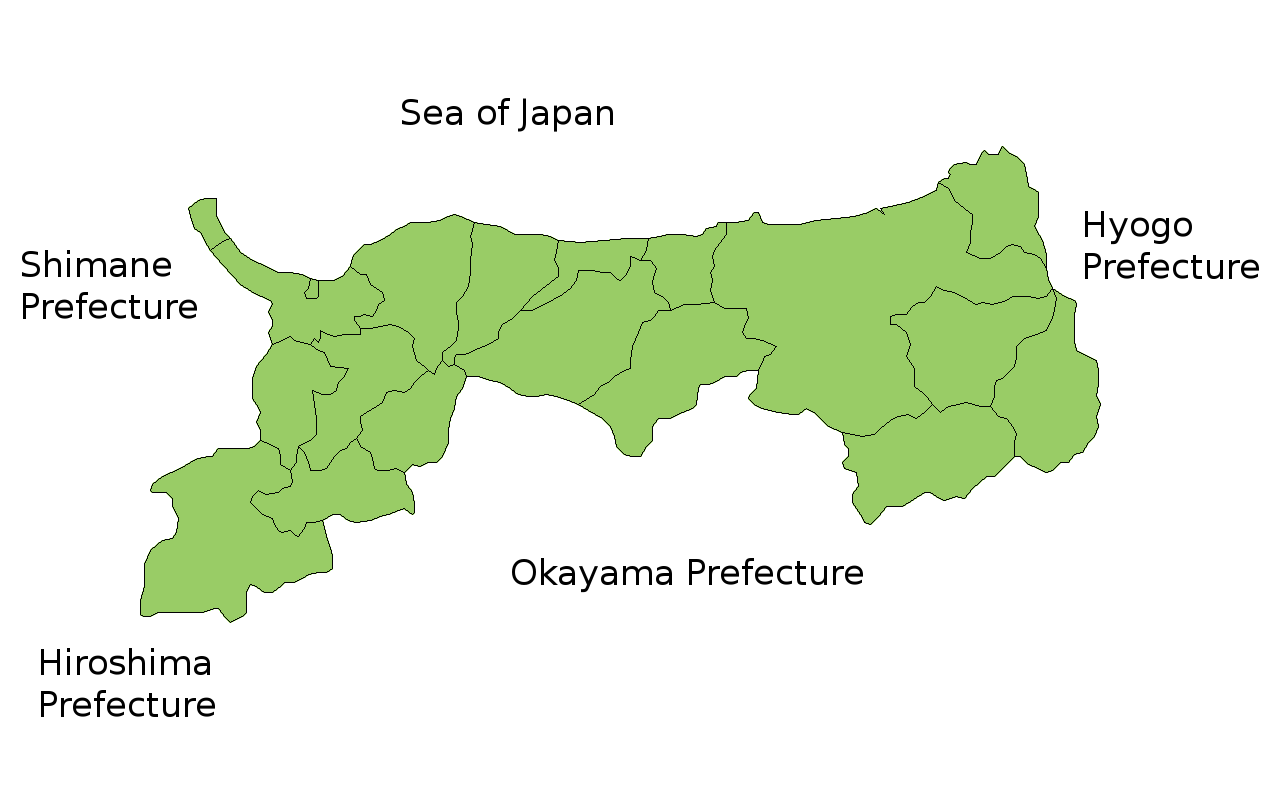
Mapa da província de Tottori.

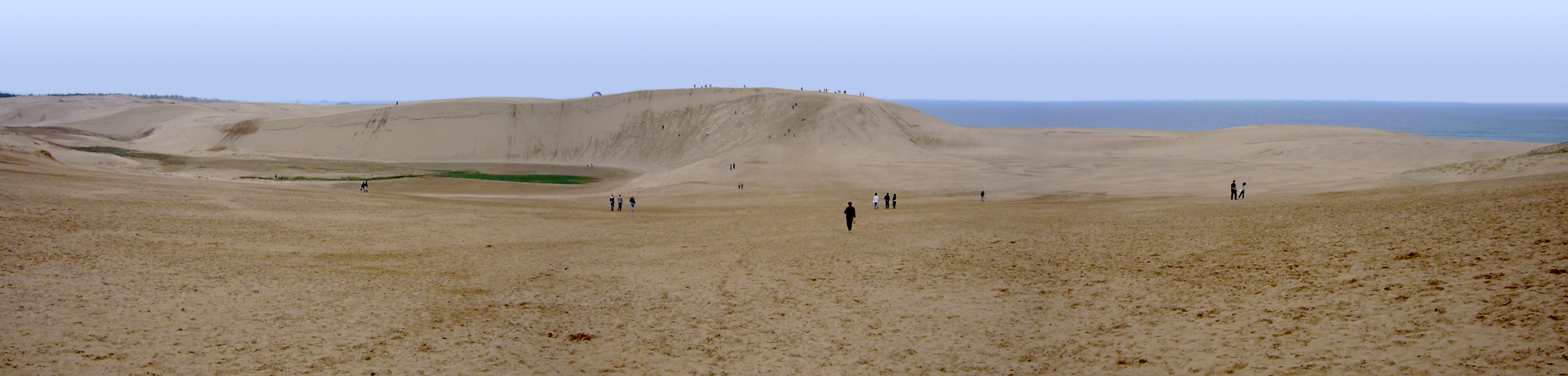
As Duna de areia de Tottori

Tottori (prefeitura) (鳥取県, Tottori-ken) é uma prefeitura do Japão localizada na Chūgoku (região) na ilha de Honshu. A capital é a cidade de  Tottori. É a prefeitura menos populosa do Japão.

## Geografia
A província de Tottori faz fronteira com as províncias de Okayama ao sul, Hiroshima a sudoeste, Hyogo a leste, Shimane a oeste por terra e é banhada pelo Mar do Japão ao norte. Possui 4 cidades e 5 distritos de um total de 19 municipalidades.

### Cidades
Em negrito, a capital da prefeitura.
- Kurayoshi
- Sakaiminato
- Tottori
- Yonago

### Distritos e Vilas
| - Distrito de Hino Hino Kofu Nichinan - Distrito de Iwami Iwami - Distrito de Saihaku Daisen Hiezu Houki Nambu | - Distrito de Tohaku Hokuei Kotoura Misasa Yurihama - Distrito de Yazu Chizu Wakasa Yazu |

## Demografia
A província de Tottori com pouco mais de 600 mil habitantes, é a província com menos habitantes do Japão.

## Turismo
Pontos Turísticos:
- Tottori Sand Dunes – Com 6 km de extensão numa região litorânea.  É considerado o único deserto do Japão.

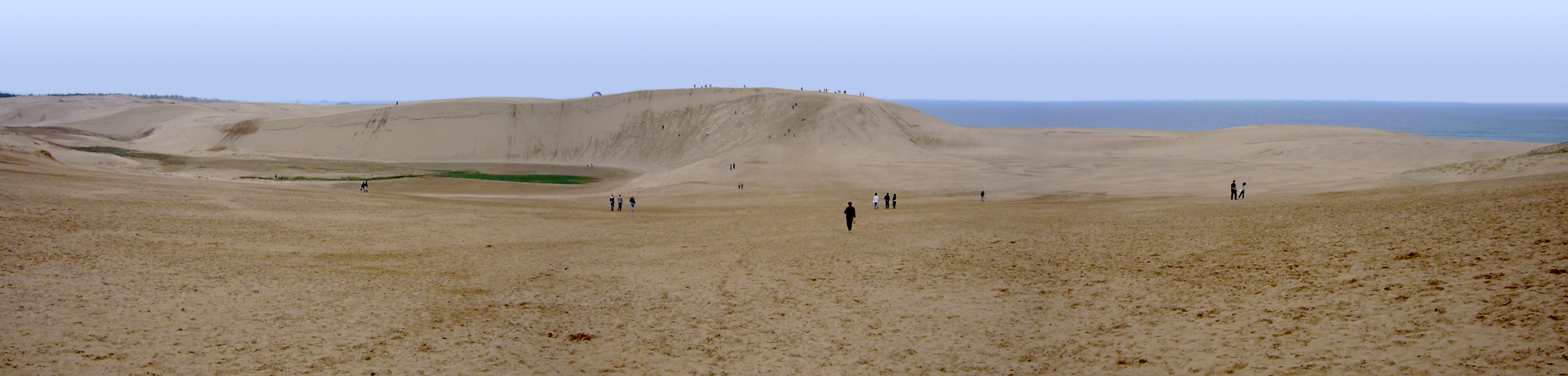
Dunas de Tottori.

- Santuário de Ouchidani – Construído em 1650 por Ikeda Mitsunaga é considerado um importante acervo cultural.
- Costa Uradome – Parte do San-in-kaigan National Park – É onde se encontram formações rochosas esculpidas pela ação das ondas do mar.  A paisagem atrai turistas de todo o Japão principalmente na época de verão.